# Тукупі
Тукупі — це жовтий соус, який отримують з кореня дикої маніоки в бразильських джунглях Амазонки. Його також виробляють як побічний продукт при виробництві маніокового борошна. Сік токсичний у сирому вигляді (містить синильну кислоту).
Тукупі готують, очищаючи, натираючи на тертці та вичавлюючи сік з маніоки. Традиційно використовувався інструмент, схожий на кошик, який називався тіпіті. Після віджимання через тіпіті сік залишають «відпочити», щоб крохмаль відокремився від рідини (тукупі). Отруйний на цій стадії, тукупі необхідно кип'ятити від 3 до 5 днів, щоб усунути отруту. Після цього тукупі можна використовувати як соус у кулінарії. Його приправляють сіллю, альфавакою та цикорією.

## Міфологія
За легендою, Джейсі (Місяць) та Ясситатасу (Ранкова зірка) об'єдналися, щоб відвідати центр Землі. Коли вони спробували перетнути прірву, змій Тиїба вкусив Ясі за обличчя. Сльози Джейсі впали на плантацію маніоки. Відтоді на обличчі Джейсі (Місяця) залишилися сліди від укусів змії. Зі сліз Джейсі з'явилися тукупі.

## Приготування
Тукупі дуже поширений в кухні бразильців регіону Амазонки. Pato no tucupi («качка в тукупі») — дуже популярна страва: качку, попередньо обсмажену, а потім подрібнену, доводять до кипіння в соусі з тукупі та джамбу (Acmella oleracea).
Такака — це ще одна фірмова страва амазонської кухні штату Пара. Подається в мисці зробленій з гарбуза, киплячий тукупі поливають борошном з маніоки. Щедра порція джамбу та сушені креветки завершують страву.
Кисла природа тукупі підкреслює ефект джамбу, який викликає поколювання або оніміння губ і рота.